# Pawłowice Śląskie Centrum
Pawłowice Śląskie Centrum – przystanek osobowy w Pawłowicach, w województwie śląskim, w Polsce, znajduje się 273 m n.p.m.. Przystanek został otwarty 10 grudnia 2023 roku.